# تالاهوما (تنسی)
تالاهوما (به انگلیسی: Tullahoma) شهری در ایالت کشور ایالات متحده آمریکا است که جمعیت آن در سرشماری سال ۲۰۱۰ میلادی، ۱۸٬۶۵۵ نفر بوده‌است.